# Floris Visser
Floris Visser (Amsterdam, 22 april 1983) is een Nederlandse operaregisseur en artistiek directeur. Als internationaal geprezen en onderscheiden regisseur wordt hij beschouwd als een van de vooraanstaande talenten van zijn generatie. Visser werkt in gerenommeerde operahuizen als het Glyndebourne Festival Opera, Opernhaus Zürich, het Bolsjojtheater Moskou, de Royal Danish Opera, De Nationale Opera en de Internationale Händelfestspiele.

## Opleiding
Op jonge leeftijd was Floris Visser al in het theater te vinden en tijdens zijn jaren op de basis- en middelbare school volgde hij acteer- en zanglessen en speelde hij klassiek piano. Na het Gymnasium studeerde hij aan de Toneelacademie Maastricht, waar hij werd opgeleid als acteur en regisseur. Vervolgens studeerde hij ook klassiek zang aan het Koninklijk Conservatorium Den Haag. Tijdens zijn studie aldaar werd hij benoemd tot docent drama en dramaturgie aan hetzelfde Koninklijk Conservatorium. In dezelfde periode werkte hij ook als regie-assistent bij de Dutch National Opera Academy en De Nationale Opera, waar hij de Duitse operaregisseur Willy Decker assisteerde.

## Vroeg werk
In 2008 werd hij uitgenodigd om Mozarts Le Nozze di Figaro te regisseren ter gelegenheid van de verjaardag van Koningin Beatrix in Koninklijk Theater Carré. Daarna volgden producties van Menotti's The Telephone en Poulenc's La Voix Humaine in het Internationaal Theater Festival Amsterdam en het New Festival Den Haag. In 2009 regisseerde hij Händel’s Agrippina voor het Internationale Händel Jaar in de Koninklijke Schouwburg Den Haag en het Teatro Communale in Modena. Vervolgens regisseerde hij een nieuwe productie van Mozarts La Clemenza di Tito voor het Lucent Danstheater, die ook te zien was tijdens het Anghiari Festival in Italië. In 2011 was hij dramaturg en assistent-regisseur voor het openluchtspektakel Glucks Orfeo ed Euridice op Paleis Soestdijk. Daarna regisseerde hij zijn eigen productie van Rossini’s Il Signor Bruschino, die te zien was in het Koninklijk Concertgebouw en Konzerthaus Berlin. In hetzelfde seizoen regisseerde hij voor De Nationale Opera Leven met een idioot, naar de gelijknamige opera en novelle van Alfred Schnittke en Viktor Jerofejev, ter gelegenheid van het 25-jarig bestaan van het Amsterdamse Muziektheater.

## Cultural professor & artistiek directeur
In 2012 werd Floris Visser benoemd tot Cultural Professor aan de Technische Universiteit Delft. Hier gaf hij een serie masterclasses en lezingen met de titel Deus ét Machina, en creëerde een nieuwe productie van George Bizets Carmen. In 2013 regisseerde hij de Nederlandse première van Benjamin Britten’s Owen Wingrave voor het reisgezelschap Opera Trionfo. Vervolgens werd hem de Charlotte Köhler Prijs 2013 toegekend door het Prins Bernhard Cultuurfonds. Datzelfde jaar werd hij benoemd tot artistiek directeur van Opera Trionfo. Het gezelschap creëert producties van uniek en zelden gespeeld opera repertoire, daarnaast richt het zich op talentontwikkeling van jonge zangers, dirigenten en regisseurs. Visser transformeerde het gezelschap eveneens tot een internationaal platform, dat coproduceert met orkesten, theater en operahuizen in binnen- en buitenland.

## Recente producties

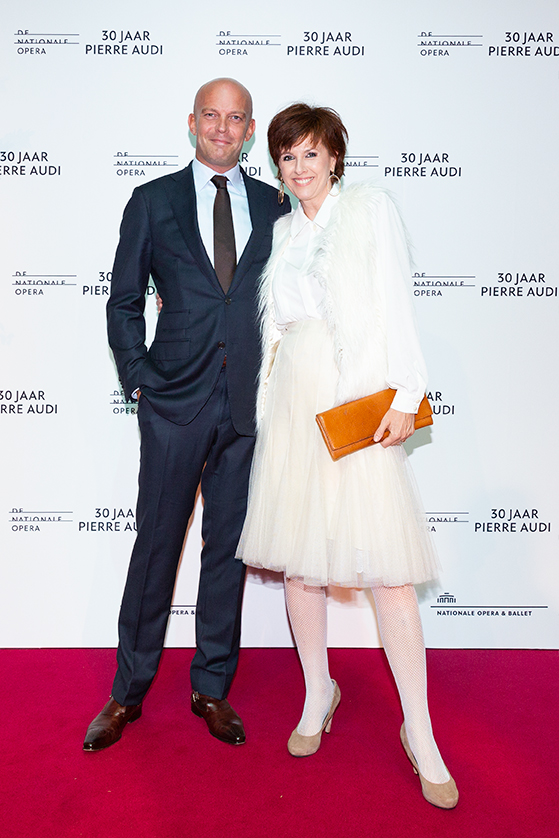
Floris Visser tijdens DNO's Opera Gala

Na zijn benoeming als artistiek directeur in 2013, regisseerde Visser een nieuwe productie van Puccini's La Bohème in Theater Osnabrück. Hetzelfde jaar was hij de jongste en eerste Nederlandse regisseur ooit die werd uitgenodigd door de Bolsjoj-opera in Moskou. Hier ensceneerde hij Mozarts Così fan tutte, een voorstelling die in première ging in mei 2014. Deze productie ontving vijf nominaties voor de Gouden Maskers, Ruslands meest prestigieuze theater prijs. De nominaties waren onder andere voor ‘beste productie’ en ‘beste regisseur’. Zijn productie van Gluck’s Orphée et Eurydice bij De Nederlandse Reisopera werd uitgeroepen tot Opera van het Jaar 2015 door Opera Magazine. Dat jaar regisseerde hij eveneens Janáček's Jenůfa voor de Staatsoper Hannover. In 2016 was hij verantwoordelijk voor de herneming van Benjamin Britten’s Owen Wingrave als co-productie van Opera Trionfo en Theater Osnabrück. Daarnaast regisseerde hij de wereldpremière van Pierangelo Valtinoni's The Wizard of Oz voor Opernhaus Zürich. In 2017 regisseerde Visser Handel's oratorium Semele ter gelegenheid van de opening van de Internationale Händelfestspiele Karslruhe. De Duitse en internationale pers prees deze productie. Opernwelt noemde het "een briljante productie" en schreef "Vissers magistrale enscenering is een mijlpaal". Das Opernglas noemde het "een spannende regie van opmerkelijke actualiteit" en de Badische Zeitung beschreef het als "de gelukstreffer heet Floris Visser". Hetzelfde seizoen lanceerde hij een vierjaren plan voor een serie van nieuw gecomponeerde opera’s genaamd Sign of the Times in co-productie met Opera Trionfo, De Nationale Opera en het Asko❘Schoenberg Ensemble. De eerste aflevering Fortress Europe werd gecomponeerd door Calliope Tsoupaki en ging in première tijdens het Opera Forward Festival 2017. Recente nieuwe producties waren Verdi's La Traviata bij De Nederlandse Reisopera, en Antigona van Tommaso Traetta een co-productie van Theater Osnabrück en Opera Trionfo. Hetzelfde seizoen hernam Visser eveneens Così fan tutte voor het Bolsjojtheater en ensceneerde hij de reprise van Handels Semele voor de Internationale Händelfestspiele.
In seizoen 2018-2019 regisseerde Floris Visser nieuwe producties van Vivaldi's Juditha Triumphans bij De Nationale Opera, Manon van Jules Massenet voor Opernhaus Zürich, en Offenbach's Les Contes d'Hoffmann voor Staatstheater Karlsruhe. In seizoen 2019-2020 verschenen van zijn hand nieuwe producties van Mozarts Don Giovanni voor het Badische Staatstheater en Le Nozze di Figaro in het Aalto Musiktheater Essen. In 2022 regisseert Floris Visser nieuwe producties van Händels Hercules voor de Internationale Händelfestspiele, Puccini’s La Bohème voor Glyndebourne Opera Festival en Madama Butterfly voor Opera Graz. 
Visser is eveneens docent aan de International Opera Studio (IOS) Zürich, Dutch National Opera Academy, het Conservatorium van Amsterdam, het Koninklijk Conservatorium Den Haag en de Toneelacademie Maastricht. In februari 2018 werd hij benoemd tot directeur van Koninklijke Hollandsche Maatschappij der Wetenschappen. Visser geeft regelmatig master classes en lezingen, en publiceerde verschillende artikelen over opera en theatergeschiedenis.

## Onderscheidingen en prijzen
- Cultural Professor aan de Technische Universiteit Delft.
- Charlotte Köhler Prijs 2013 door het Prins Bernhard Cultuur Fonds.
- Genomineerd voor de Gouden Maskers 2015 (o.a. beste regisseur en beste productie).
- Opera van het Jaar 2015 door Operamagazine.
- Directeur bij de Koninklijke Hollandsche Maatschappij der Wetenschappen.
- Erelid van de Metropolitan Opera Club New York.

## Lijst van werken
- Rupert, eine Geschichte, een muziektheaterproductie gebaseerd op teksten van Peter Shaffers Amadeus en muziek van Marlène Dietrich(acteur, regisseur), 2003
- Vriend van verdienste, gebaseerd op Thomas Rosenboom’s gelijknamige boek, solo voorstelling (acteur, regisseur), 2003
- Stad der Blinden, een toneelstuk gebaseerd op José Saramago’s gelijknamige roman (acteur, co-regisseur), 2004
- Sophocles: Antigone (acteur), rol van Creon, regisseur: Gees Linnebank, 2004
- Guantanamo Bay - the musical - (acteur, co-regisseur), muziektheaterproductie, regisseur: Peter Missotten, 2004
- Chalet, theaterproductie gebaseerd op improvisaties (acteur, schrijver), regisseur: Yolande Bertsch, 2005
- Als Maria Magdalena, documentaire film over het leven en de betekenins van Maria Magdalena, Musica Sacra Festival, 2005[75]
- Orfeo Intermezzi, muziektheaterproductie gebaseerd op de werken van o.a. Ovidius, Ramsey Nasr, Gluck, Offenbach, Onafhankelijk Toneel Rotterdam, regisseur: Mirjam Koen, 2005
- Handel, muziektheaterproductie gebaseerd op het leven en de muziek van G.F. Händel (acteur, regisseur) in coproductie met Musica Poetica Den Haag en Jörn Boysen, 2006
- Moeders/Zonen/Dochters, muziektheaterproductie, Onafhankelijk Toneel Rotterdam, regisseur: Mirjam Koen, 2006
- Groupe des Six, muziektheaterproductie gebaseerd op werken van o.a. Poulenc, Honegger, Cocteau (regisseur), Koninklijk Conservatorium Den Haag, 2007
- Margarete, muziektheaterproductie gebasserd op Goethe's Faust in coproductie met Ensemble Elektra (regisseur), New Festival en Koninklijk Conservatorium Den Haag, 2008
- Wolfgang Amadeus Mozart: Le Nozze di Figaro, Koninklijk Theatre Carré,2008
- Gian Carlo Menotti: The Telephone,IT's Festival Amsterdam en Dutch National Opera Academy, 2008
- Francis Poulenc: La Voix Humaine, IT's Festival Amsterdam en New Festival The Hague, 2009
- Georg Friedrich Händel: Agrippina, Koninklijk Theater Den Haag en Teatro Comunale Modena, 2009
- Wolfgang Amadeus Mozart: La Clemenza di Tito, Lucent Danstheater en Anghiari Festival, 2010
- Christoph Willibald Gluck: Orfeo ed Euridice, De Utrechtse Spelen, dramaturg en assistent regisseur 2011
- Gioachino Rossini: Il Signor Bruschino, Koninklijk Concertgebouw Amsterdam en Konzerthaus Berlin, 2011
- Alfred Schnittke: Life with an idiot, De Nationale Opera, 2011
- Johann Sebastian Bach: Matthäus-Passion, Spui Theater The Hague, 2012
- Christoph Willibald Gluck: Orfeo ed Euridice, De Utrechtse Spelen, herneming 2012
- Georges Bizet: Carmen, Technische Universiteit Delft, 2012
- Benjamin Britten: Owen Wingrave, Opera Trionfo, 2013
- Giacomo Puccini: La Bohème, Theater Osnabrück, 2013
- Benjamin Britten: Owen Wingrave, Opera Trionfo, 2014
- Wolfgang Amadeus Mozart: Così fan tutte, Bolsjojtheater Moskou, 2014
- Christoph Willibald Gluck: Orphée et Eurydice, De Nederlandse Reisopera, 2015
- Leoš Janáček: Jenůfa, Staatsoper Hannover, 2015
- Benjamin Britten: Owen Wingrave, Theater Osnabrück en Opera Trionfo, 2016
- Wolfgang Amadeus Mozart: Così fan tutte, Bolsjojtheater Moskou, revival 2016
- Pierangelo Valtinoni: Der Zauberer von Oz, Opernhaus Zürich, 2017
- George Friedrich Händel: Semele, Internationale Händelfestspiele Karlsruhe, 2017
- Calliope Tsoupaki: Fortress Europe, Opera Trionfo 2017
- Young Patrons Gala: Nationale Opera en Ballet, 2017
- Giuseppe Verdi: La Traviata, De Nederlandse Reisopera, 2017
- Wolfgang Amadeus Mozart: Così fan tutte, Bolsjojtheater, reprise 2017
- Georg Friedrich Händel: Semele, Internationale Händelfestspiele Karlsruhe, reprise 2018
- Tommaso Traetta: Antigona, Theater Osnabrück en Opera Trionfo, 2018
- Antonio Vivaldi: Juditha Triumphans, De Nationale Opera, 2019
- Jules Massenet: Manon, Opernhaus Zürich, 2019
- Jacques Offenbach: Les contes d'Hoffmann, Badisches Staatstheater Karlruhe, 2019
- Wolfgang Amadeus Mozart: Don Giovanni, Badisches Staatstheater Karlsruhe, 2019
- Wolfgang Amadeus Mozart: Le Nozze di Figaro, Aalto Musiktheater Essen, 2020
- Jules Massenet: Manon, Opernhaus Zürich, 2020
- Georg Friedrich Händel: Hercules, Internationale Händelfestspiele Karlsruhe, 2022
- Giacomo Puccini: La Bohème, Glyndebourne Festival, 2022
- Giacomo Puccini: Madama Butterfly, Oper Graz, 2022
- Wolfgang Amadeus Mozart: Le Nozze di Figaro, Aalto Musiktheater Essen, 2023
- Giacomo Puccini: Madama Butterfly, the Danish Royal Opera, 2024
- Wolfgang Amadeus Mozart: Idomeneo, rè di Creta, Cologne Opera, 2024